# Taninecz István
Taninecz István (ukránul: Танiнець Степан Васильйович; 1927. december 26. – 2001. május 27.) magyar származású ukrán atléta, 1947 és 1951 között tízszeres ukrán könnyűatlétikai bajnok.

## Élete
Apja, Taninecz László (1893-1949), anyja, Tellinger Teréz (1902-1955) vendéglőtulajdonosok voltak.
Sportolni már a negyvenes évek elején, a Munkácsi Gimnáziumban kezdett. Síelt és gyorskorcsolyázott, kisegítette a röplabdázókat és a kosárlabdázókat is. Elsősorban a súlylökést és a magasugrást kedvelte, de kedvenc sportágát, a kosárlabdát sem hanyagolta el. 1947-ben sikeresen felvételizett az Ungvári Állami Egyetemre. 
1952-ben befejezte az Ungvári Egyetemet, és mint vegyészmérnök, majd később energetikusként dolgozott ungvári vállalatoknál. 1954-ben összeházasodott Rády Irénnel (1931-2015). Két gyermekük született, István (1955) és Katalin (1958). 1988-ban Taninecz István és felesége már nyugdíjasokként áttelepültek Magyarországra, Budapestre, ahol mindkét gyermekük élt családjukkal.

## Sportpályafutása
Az atlétika mellett döntött, amikor 1947-ben az Ukrán Köztársaság ifjúsági bajnokságán súlylökésben aranyérmes lett. Egy év múlva Kijevben a „Szpartak” sportegyesület tagjaként már a felnőttek között bizonyított.
1948 szeptember 12-én a 200 méteres gátfutásban elsőként szakította át a célszalagot, majd másnap a 400 méteres gátfutásban ismételt.
1950. október 19–20-án ismét versenyzett Kijevben az Ukrán bajnokságon és javítva előző eredményein 200 és 400 méteres gátfutásban első helyen végzett. 1951 februárjában Kijevben megrendezték az első köztársasági téli bajnokságot, ahol 110 méteres gátfutásban Taninecz István győzött.
Az 1951. év eredményes volt Taninecz számára, mert sorra nyerte a versenyeket. Kijevben július 14-15-én, tíztusázó versenyben 6157 ponttal ismét ukrán bajnok lett. A következő három győzelmét július végén szerezte: 400 méteres futásban, majd 200 és 110 méteres gátfutásban. Így 1951. július 31-én már tízszeres ukrán bajnoknak mondhatta magát.
1951-ben a Szovjetunió bajnokságán az ukrán válogatott tagjaként a 4x400 méteres váltóban bronzérmes lett. A tíztusában elért 6157 pontjával ötödik helyet foglalta el a Szovjetunió atlétikai ranglétráján, ezzel bekerülve az év 10 legjobb szovjet atlétái közé. Ugyanebben az évben egy sérülés miatt 23 évesen abba kellett hagynia a versenyszerű sportolást.

## Sporteredményei

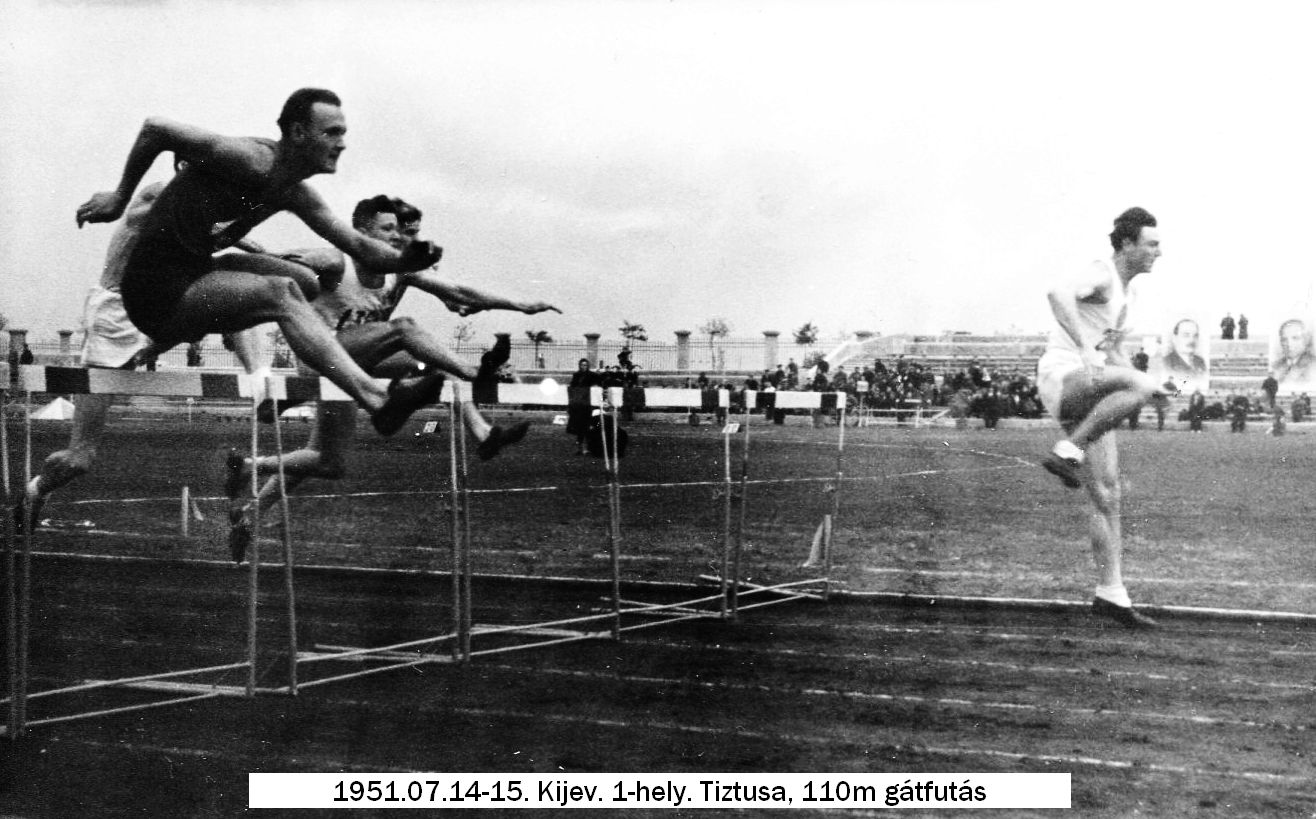
Taninecz István gátfutás közben a vezető pozícióban

- Súlylökés - ifjúsági ukrán bajnokság - 10,55m - Kijev - 1948
- 200m gátfutás - ukrán bajnokság - 26,5mp - Kijev - 1948
- 400m gátfutás - ukrán bajnokság - 59,2mp - Kijev - 1948
- 200m gátfutás - ukrán bajnokság - 26,4mp - Kijev - 1950
- 400m gátfutás - ukrán bajnokság - 58,5mp - Kijev - 1950
- 110m gátfutás - ukrán bajnokság - 16,5mp - Kijev - 1951
- Tíztusa - ukrán bajnokság - 6157pont - Kijev - 1951
- 400m gyorsfutás - ukrán bajnokság - 51,5mp - Kijev - 1951
- 200m gátfutás - ukrán bajnokság - 25,4mp (Kijev 1951)
- 110m gátfutás - ukrán bajnokság - 15,4mp (Kijev 1951)